# Sterculia quadrifida
Sterculia quadrifida R.Br., también conocido como el árbol de maní o Kurrajong de fruta roja es un pequeño árbol que crece en los bosques templados húmedos, bosquecillos de trepadoras y bosques de galerías de la costa de  Queensland y el noreste de Nueva Gales del Sur.

## Descripción
El árbol crece a una altura de 5 -10 metros y tiene una copa caduca extendida. La corteza es gris claro y las hojas son verde oscuras y en forma de huevo y a veces con forma de corazón en la base. Las flores, las cuales son amarillo-verdosas, nacen en pequeños racimos en las axilas superiores. Florece de noviembre a enero (verano en Australia).
Las vainas de las semillas son naranja por afuera y rojas por dentro cuando están maduras. Estas bayas contienen hasta 8 semillas negras, comestibles.

## Usos
Semillas (frutos secos) comestibles, las cuales presentan un sabor similar a cacahuetes crudos.
La corteza es usada por los aborígenes australianos para hacer canastas.